# 高木駿
高木 駿（たかぎ しゅん、1989年5月22日 - ）は、神奈川県藤沢市・川崎市出身のプロサッカー選手。Jリーグ・北海道コンサドーレ札幌所属。ポジションはゴールキーパー。

## 来歴

### プロ入り前
小学5年生次から東京ヴェルディの下部組織に入団。東京Vユースでは日本クラブユース選手権、高円宮杯全日本ユース選手権の2冠達成に貢献し、3年次の2007年にはU-18日本代表候補にも選出された。卒業後は明治大学へ進学し、体育会サッカー部へ入部（同期に宮阪政樹・丸山祐市・田中恵太など）。1年次のリーグ戦からレギュラーポジションをつかむと、2年次にはインカレ優勝を果たし最優秀ゴールキーパーに選出される。3年時には関東大学リーグ制覇、ベストイレブンにも2年連続で選出された。4年次の2011年には田中恵太と共に副主将を務めた。また、全日本大学選抜にも安定して招集され、第26回ユニバーシアード競技大会では3試合に出場し優勝に貢献した。

### プロ入り後
2012年、前年に練習参加を経験したJ1・川崎フロンターレへ入団。プロ入り後、2年間は公式戦出場機会は無かった。
プロ3年目の2014年、J2・ジェフユナイテッド千葉へ期限付き移籍。同年8月20日の天皇杯3回戦・柏戦で公式戦初出場を果たすと、9月28日の東京V戦では先発でJリーグ初出場を記録した。その後は出場機会を確保し、リーグ戦初出場から4試合連続で無失点を記録するなど好調を維持。岡本昌弘からポジションを奪い、天皇杯準決勝とJ1昇格プレーオフ決勝でも先発フル出場を果たすが、共に山形に敗れ天皇杯決勝進出とJ1昇格を逃す形となった。翌2015年シーズンも期限付き移籍を継続。レギュラーとしてリーグ戦31試合に出場した。
2016年、川崎へ復帰。9月25日の2nd第13節・横浜F・マリノス戦（等々力陸上競技場）の後半開始早々に、先発GKの新井章太が脳震盪を起こしプレー続行が不可能となり、交代出場でJ1デビューを果たした。翌節の2nd第14節・神戸戦は先発で出場したが、3失点で敗戦。残りの公式戦では出場機会が無かった。
2017年、J2・大分トリニータへ完全移籍。加入当初はGKを起点としてビルドアップをしていく大分のサッカースタイルへの戸惑いを見せながらも、開幕節・福岡戦と第2節・東京V戦と2試合連続で先発出場を果たした。翌第3節・山口戦からは大学時代にユニバー代表の座を争った上福元直人がGKのスタメンとなり、以後第41節・徳島戦まで出場機会無く計4試合の出場に留まった。ただ、試合に出られなかった期間にピッチの外から試合を観て気付いた課題を練習で試す事をルーティンとして繰り返したことで「パスを受けて、どこを見て、どこが空いているのかが分かるようになった。初めは自分と近いポジションの選手しか見えなかったが、今では最前線の選手からサイドの選手まで見ることができるようになった」と語っている。
2018年、上福元が東京Vに移籍したこともあり開幕戦から先発の座に定着し、リーグ戦全42試合にフルタイム出場。積極性が裏目に出て失点に絡んだシーンもあったが、好セーブにより数多くの試合でチームを勝利に導き、チーム6年振りとなるJ1昇格に貢献した。
自身3年振りのJ1でのプレーとなった2019年も、定位置を譲らず2年連続でリーグ戦フルタイム出場を達成し、リーグ3位のセーブ率（75.2％）を記録した。しかし、2020年は新型コロナウイルスによるリーグ戦の中断が開けた夏場に5連敗と低迷し、それを機に中盤戦はムン・キョンゴンに先発の座を譲るなどリーグ戦17試合の出場にとどまった。
2021年、チームのキャプテンに就任。この年は開幕から正GKとして出場していたが、昨季と同じくチームの状況が上向かなかったことから、シーズン中盤前にポープ・ウィリアムにポジションを奪われた。しかしポープ起用後も敗戦が多かったこともあって、再びポジションを奪い返してシーズン終了まで出場した。12月12日に行われた天皇杯準決勝・川崎フロンターレ戦では、28本のシュートを受けながらも失点を1に抑え、続くPK戦ではシュートを2本ストップしチームの決勝進出に貢献した。
2023年8月16日、北海道コンサドーレ札幌へ完全移籍することとなった。

## 所属クラブ
- 本町SC
- 2000年 - 2001年 ヴェルディジュニア (藤沢市立本町小学校)
- 2002年 - 2004年 ヴェルディジュニアユース (藤沢市立第一中学校)
- 2005年 - 2007年 東京ヴェルディ1969ユース (神奈川県立麻生高等学校)
- 2008年 - 2011年 明治大学 (文学部[5])
- 2012年 - 2016年 川崎フロンターレ
  - 2014年 - 2015年 ジェフユナイテッド千葉 (期限付き移籍)
- 2017年 - 2023年8月 大分トリニータ
- 2023年8月 - 北海道コンサドーレ札幌

## 個人成績
| 国内大会個人成績 | 国内大会個人成績 | 国内大会個人成績 | 国内大会個人成績 | 国内大会個人成績 | 国内大会個人成績 | 国内大会個人成績 | 国内大会個人成績 | 国内大会個人成績 | 国内大会個人成績 | 国内大会個人成績 | 国内大会個人成績 |
| 年度             | クラブ           | 背番号           | リーグ           | リーグ戦         | リーグ戦         | リーグ杯         | リーグ杯         | オープン杯       | オープン杯       | 期間通算         | 期間通算         |
| 年度             | クラブ           | 背番号           | リーグ           | 出場             | 得点             | 出場             | 得点             | 出場             | 得点             | 出場             | 得点             |
| 日本             | 日本             | 日本             | 日本             | リーグ戦         | リーグ戦         | リーグ杯         | リーグ杯         | 天皇杯           | 天皇杯           | 期間通算         | 期間通算         |
| ---------------- | ---------------- | ---------------- | ---------------- | ---------------- | ---------------- | ---------------- | ---------------- | ---------------- | ---------------- | ---------------- | ---------------- |
| 2012             | 川崎             | 29               | J1               | 0                | 0                | 0                | 0                | 0                | 0                | 0                | 0                |
| 2013             | 川崎             | 29               | J1               | 0                | 0                | 0                | 0                | 0                | 0                | 0                | 0                |
| 2014             | 千葉             | 24               | J2               | 9                | 0                | -                | -                | 4                | 0                | 13               | 0                |
| 2015             | 千葉             | 21               | J2               | 31               | 0                | -                | -                | 0                | 0                | 31               | 0                |
| 2016             | 川崎             | 29               | J1               | 2                | 0                | 0                | 0                | 0                | 0                | 2                | 0                |
| 2017             | 大分             | 31               | J2               | 4                | 0                | -                | -                | 0                | 0                | 4                | 0                |
| 2018             | 大分             | 31               | J2               | 42               | 0                | -                | -                | 0                | 0                | 42               | 0                |
| 2019             | 大分             | 1                | J1               | 34               | 0                | 0                | 0                | 2                | 0                | 36               | 0                |
| 2020             | 大分             | 1                | J1               | 17               | 0                | 2                | 0                | -                | -                | 19               | 0                |
| 2021             | 大分             | 1                | J1               | 24               | 0                | 2                | 0                | 4                | 0                | 30               | 0                |
| 2022             | 大分             | 1                | J2               | 31               | 0                | 0                | 0                | 0                | 0                | 31               | 0                |
| 2023             | 大分             | 1                | J2               | 4                | 0                | -                | -                | 0                | 0                | 4                | 0                |
| 2023             | 札幌             | 51               | J1               | 9                | 0                | 1                | 0                | -                | -                | 10               | 0                |
| 2024             | 札幌             | 51               | J1               | 0                | 0                | 0                | 0                | 0                | 0                | 0                | 0                |
| 2025             | 札幌             | 51               | J2               |                  |                  |                  |                  |                  |                  |                  |                  |
| 通算             | 日本             | 日本             | J1               | 86               | 0                | 5                | 0                | 6                | 0                | 97               | 0                |
| 通算             | 日本             | 日本             | J2               | 121              | 0                | 0                | 0                | 4                | 0                | 125              | 0                |
| 総通算           | 総通算           | 総通算           | 総通算           | 207              | 0                | 5                | 0                | 10               | 0                | 222              | 0                |

その他の公式戦
- 2014年 
  - J1昇格プレーオフ 1試合0得点
- 2022年
  - J1参入プレーオフ 1試合0得点

- Jリーグ初出場 - 2014年9月28日 J2第34節 東京ヴェルディ戦（フクダ電子アリーナ）

## タイトル

### クラブ
ヴェルディユース
- 日本クラブユースサッカー選手権 (U-18)大会（2005年）
- 高円宮杯全日本ユース(U-18)サッカー選手権大会（2005年）

明治大学体育会サッカー部
- 全日本大学サッカー選手権大会（2009年）
- 関東大学サッカーリーグ戦1部（2010年）
- 東京都サッカートーナメント（天皇杯東京都予選）（2009年）

### 代表
ユニバーシアード日本代表
- ユニバーシアード（2011年）

### 個人
- 関東大学サッカーリーグ戦 ベストイレブン：2回（2010年、2011年）
- 全日本大学サッカー選手権大会 ベストGK（2009年）

## 代表・選抜歴
- U-16日本代表
  - 2005年
- ユニバーシアード日本代表
  - ユニバーシアード（2011年）
- 全日本大学選抜
  - デンソーカップサッカー（2010年、2011年）